# David Lammy
David Lammy (Tottenham, 19 luglio 1972) è un politico e avvocato inglese, Segretario di Stato per gli affari esteri, del Commonwealth e dello sviluppo del Regno Unito dal 5 luglio 2024 nel governo di Keir Starmer.
Esponente del Partito Laburista, è Membro della Camera dei Comuni per il collegio uninominale londinese di Tottenham dal 2000. È stato ministro sotto Tony Blair e da ultimo ministro di Stato per l'università nel governo Brown.

## Biografia
Lammy è nato nel luglio 1972 al Whittington Hospital di Archway, nel nord di Londra, da genitori della Guyana, David e Rosalind Lammy. Lui e i suoi quattro fratelli furono cresciuti esclusivamente da sua madre, dopo che suo padre lasciò la famiglia quando Lammy aveva 12 anni. 
Lammy parla pubblicamente dell'importanza dei padri e della necessità di sostenerli nel cercare di essere attivi nella vita dei loro figli.  in Parlamento presiede il gruppo parlamentare multipartitico sulla paternità e ha scritto su questo problema.
Lammy è cresciuto a Tottenham e ha studiato alla Downhills Primary School; ha avuto una borsa di studio corale della Inner London Education Authority, all'età di 10 anni, per cantare alla Cattedrale di Peterborough e frequentare la King's School, Peterborough. Si è quindi laureato alla School of Law, School of Oriental and African Studies (SOAS), Università di Londra, poi è andato all'Università di Harvard (il primo britannico nero a frequentare la Harvard Law School) ottenendo un Master of Laws nel 1997. È entrato nell'Ordine degli avvocati di Inghilterra e Galles nel 1994 al Lincoln's Inn. Ha lavorato come avvocato presso Howard Rice in California dal 1997 al 1998 e con DJ Freeman dal 1998 al 2000.  È docente in visita presso la SOAS. ed è anche un presentatore di LBC dove ospita uno spettacolo domenicale settimanale.

## Carriera politica
Nel 2000 è stato eletto per il Labour nella lista londinese dell'Assemblea di Londra. Durante la campagna elettorale di Londra Lammy fu selezionato come candidato laburista per il Tottenham quando Bernie Grant morì. È stato eletto al seggio in un'elezione suppletiva tenutasi il 22 giugno 2000. All'età di 27 anni, è stato il membro più giovane del Parlamento (MP) alla Camera fino al 2003, quando è stata eletta Sarah Teather. 
Dal novembre 2021 al luglio 2024 è stato Segretario di Stato ombra per gli affari esteri, il Commonwealth e lo sviluppo nel gabinetto ombra di Keir Starmer.

## Vita privata
Lammy ha sposato l'artista Nicola Green nel 2005; la coppia ha due figli e una figlia. Lammy è cristiano. È anche un tifoso del Tottenham Hotspur FC. Afferma che la sua identità è "africana, afro-caraibica, britannica, inglese, londinese ed europea". "Sono nero, sono inglese, sono britannico e sono orgoglioso".
Nel novembre 2011 ha pubblicato un libro, Out of the Ashes: Britain After the Riots, sulle rivolte dell'agosto 2011.   Nel 2020 ha pubblicato il suo secondo libro, Tribes, che esplora la divisione sociale e il bisogno di appartenenza.
Lammy figura come uno dei 100 grandi britannici neri negli elenchi del 2003 e del 2020.  È stato regolarmente incluso nella Powerlist come una delle persone più influenti nel Regno Unito di origine africana/afro-caraibica, comprese le edizioni più recenti pubblicate nel 2020 e 2021.
Dal 2019, Lammy ha ricevuto il reddito più alto (oltre al suo stipendio di parlamentare) tra i parlamentari del partito laburista.